# 高橋久光
高橋 久光（たかはし ひさみつ）は、戦国時代の武将。石見国の豪族。
寛正元年（1460年）、高橋朝貞の子として生まれる。周防国の大内氏、出雲国の尼子氏と時勢を見極めながらどちらかの味方についたが、久光自身も武将としての力量に優れ、石見に高橋氏の勢力を拡大していった。また、娘が安芸国の毛利興元の正室になり、その間に毛利幸松丸が生まれる。そして興元が死去して幸松丸が毛利家当主になると、久光は外祖父として毛利家の実権も掌握し、石見高橋氏の全盛期を築き上げた。
しかし晩年には永正12年（1515年）に長男の元光が戦死するなどして、次第に高橋氏の衰退が見え始める。大永元年（1521年）、久光は備後国の豪族・三吉氏を討つために出陣したが、戦死した。享年62。
家督は孫の高橋興光が継いだが、久光の死で毛利氏では毛利元就が実権を握り、高橋氏は内紛などで急速に衰退してゆく。